# USA's Grand Prix 2016
USA's Grand Prix 2016 (officielle navn: 2016 Formula 1 United States Grand Prix) var et Formel 1-løb som blev arrangeret 23. oktober 2016 på Circuit of the Americas i Austin, Texas. Det var den attende omgang af Formel 1-sæsonen 2016 og 44. gang at USA's Grand Prix blev arrangeret.
Løbet blev vundet af Mercedes-køreren Lewis Hamilton, som startede fra pole position. På andenpladsen kom hans teamkollega Nico Rosberg, mens Red Bulls Daniel Ricciardo tog tredjepladsen. Dette var Hamiltons 50. sejr i Formel 1

## Resultater

### Kvalifikation
| Pos.               | Nr.. | Kører             | Konstruktør               | Del 1    | Del 2    | Del 3    | Grid |
| ------------------ | ---- | ----------------- | ------------------------- | -------- | -------- | -------- | ---- |
| 1                  | 44   | Lewis Hamilton    | Mercedes                  | 1.36,296 | 1.36,450 | 1.34,999 | 1    |
| 2                  | 6    | Nico Rosberg      | Mercedes                  | 1.36,397 | 1.36,351 | 1.35,215 | 2    |
| 3                  | 3    | Daniel Ricciardo  | Red Bull Racing-TAG Heuer | 1.36,759 | 1.36,255 | 1.35,509 | 3    |
| 4                  | 33   | Max Verstappen    | Red Bull Racing-TAG Heuer | 1.36,613 | 1.36,857 | 1.35,747 | 4    |
| 5                  | 7    | Kimi Räikkönen    | Ferrari                   | 1.36,985 | 1.36,584 | 1.36,131 | 5    |
| 6                  | 5    | Sebastian Vettel  | Ferrari                   | 1.37,151 | 1.36,462 | 1.36,358 | 6    |
| 7                  | 27   | Nico Hülkenberg   | Force India-Mercedes      | 1.36,950 | 1.36,626 | 1.36,628 | 7    |
| 8                  | 77   | Valtteri Bottas   | Williams-Mercedes         | 1.37,456 | 1.37,202 | 1.37,116 | 8    |
| 9                  | 19   | Felipe Massa      | Williams-Mercedes         | 1.37,402 | 1.37,214 | 1.37,269 | 9    |
| 10                 | 55   | Carlos Sainz, Jr. | Toro Rosso-Ferrari        | 1.37,744 | 1.37,175 | 1.37,326 | 10   |
| 11                 | 11   | Sergio Pérez      | Force India-Mercedes      | 1.37,345 | 1.37,353 |          | 11   |
| 12                 | 14   | Fernando Alonso   | McLaren-Honda             | 1.37,913 | 1.37,417 |          | 12   |
| 13                 | 26   | Daniil Kvjat      | Toro Rosso-Ferrari        | 1.37,844 | 1.37,480 |          | 13   |
| 14                 | 21   | Esteban Gutiérrez | Haas-Ferrari              | 1.38,053 | 1.37,773 |          | 14   |
| 15                 | 30   | Jolyon Palmer     | Renault                   | 1.38,084 | 1.37,935 |          | 15   |
| 16                 | 9    | Marcus Ericsson   | Sauber-Ferrari            | 1.38,040 | 1.39,956 |          | 16   |
| 17                 | 8    | Romain Grosjean   | Haas-Ferrari              | 1.38,308 |          |          | 17   |
| 18                 | 20   | Kevin Magnussen   | Renault                   | 1.38,317 |          |          | 18   |
| 19                 | 22   | Jenson Button     | McLaren-Honda             | 1.38,327 |          |          | 19   |
| 20                 | 94   | Pascal Wehrlein   | MRT-Mercedes              | 1.38,548 |          |          | 20   |
| 21                 | 12   | Felipe Nasr       | Sauber-Ferrari            | 1.38,583 |          |          | 21   |
| 22                 | 31   | Esteban Ocon      | MRT-Mercedes              | 1.38,806 |          |          | 22   |
| 107%-tid: 1.43,036 |      |                   |                           |          |          |          |      |
| Kilde:             |      |                   |                           |          |          |          |      |

### Løbet
| Pos.   | Nr. | Kører             | Konstruktør               | Omgange | Tid/Udgået  | Startpos. | Point |
| ------ | --- | ----------------- | ------------------------- | ------- | ----------- | --------- | ----- |
| 1      | 44  | Lewis Hamilton    | Mercedes                  | 56      | 1.38.12,618 | 1         | 25    |
| 2      | 6   | Nico Rosberg      | Mercedes                  | 56      | +4,520      | 2         | 18    |
| 3      | 3   | Daniel Ricciardo  | Red Bull Racing-TAG Heuer | 56      | +19,692     | 3         | 15    |
| 4      | 5   | Sebastian Vettel  | Ferrari                   | 56      | +43,134     | 6         | 12    |
| 5      | 14  | Fernando Alonso   | McLaren-Honda             | 56      | +1.33,953   | 12        | 10    |
| 6      | 55  | Carlos Sainz, Jr. | Toro Rosso-Ferrari        | 56      | +1.36,124   | 10        | 8     |
| 7      | 19  | Felipe Massa      | Williams-Mercedes         | 55      | +1 omgang   | 9         | 6     |
| 8      | 11  | Sergio Pérez      | Force India-Mercedes      | 55      | +1 omgang   | 11        | 4     |
| 9      | 22  | Jenson Button     | McLaren-Honda             | 55      | +1 omgang   | 19        | 2     |
| 10     | 8   | Romain Grosjean   | Haas-Ferrari              | 55      | +1 omgang   | 17        | 1     |
| 11     | 26  | Daniil Kvjat      | Toro Rosso-Ferrari        | 55      | +1 omgang   | 13        |       |
| 12     | 20  | Kevin Magnussen1  | Renault                   | 55      | +1 omgang1  | 18        |       |
| 13     | 30  | Jolyon Palmer     | Renault                   | 55      | +1 omgang   | 15        |       |
| 14     | 9   | Marcus Ericsson   | Sauber-Ferrari            | 55      | +1 omgang   | 16        |       |
| 15     | 12  | Felipe Nasr       | Sauber-Ferrari            | 55      | +1 omgang   | 21        |       |
| 16     | 77  | Valtteri Bottas   | Williams-Mercedes         | 55      | +1 omgang   | 8         |       |
| 17     | 94  | Pascal Wehrlein   | MRT-Mercedes              | 55      | +1 omgang   | 20        |       |
| 18     | 31  | Esteban Ocon      | MRT-Mercedes              | 54      | +2 omgange  | 22        |       |
| Ret    | 7   | Kimi Räikkönen    | Ferrari                   | 38      | Løst hjul   | 5         |       |
| Ret    | 33  | Max Verstappen    | Red Bull Racing-TAG Heuer | 28      | Gearkasse   | 4         |       |
| Ret    | 21  | Esteban Gutiérrez | Haas-Ferrari              | 16      | Bremser     | 14        |       |
| Ret    | 27  | Nico Hülkenberg   | Force India-Mercedes      | 1       | Kollision   | 7         |       |
| Kilde: |     |                   |                           |         |             |           |       |

Noter til tabellerne:
- 1:  - Kevin Magnussen fik en tidsstraf på fem sekunder for at have skaffet sig en fordel ved at køre udenfor banen og passere Daniil Kvjat.[5]

## Stillingen i mesterskaberne efter løbet
| Nr. | +/- | Kører             | Point |
| --- | --- | ----------------- | ----- |
| 1   |     | Nico Rosberg      | 331   |
| 2   |     | Lewis Hamilton    | 305   |
| 3   |     | Daniel Ricciardo  | 227   |
| 4   | 2   | Sebastian Vettel  | 177   |
| 5   | 1   | Kimi Räikkönen    | 170   |
| 6   | 1   | Max Verstappen    | 165   |
| 7   | 1   | Sergio Pérez      | 84    |
| 8   | 1   | Valtteri Bottas   | 81    |
| 9   |     | Nico Hülkenberg   | 54    |
| 10  | 1   | Fernando Alonso   | 52    |
| 11  | 1   | Felipe Massa      | 49    |
| 12  |     | Carlos Sainz, Jr. | 38    |
| 13  |     | Romain Grosjean   | 29    |
| 14  |     | Daniil Kvjat      | 25    |
| 15  |     | Jenson Button     | 21    |
| 16  |     | Kevin Magnussen   | 7     |
| 17  |     | Jolyon Palmer     | 1     |
| 18  |     | Pascal Wehrlein   | 1     |
| 19  |     | Stoffel Vandoorne | 1     |
| 20  |     | Esteban Gutiérrez | 0     |
| 21  |     | Marcus Ericsson   | 0     |
| 22  |     | Felipe Nasr       | 0     |
| 23  |     | Rio Haryanto      | 0     |
| 24  |     | Esteban Ocon      | 0     |

| Nr. | +/- | Konstruktør          | Point |
| --- | --- | -------------------- | ----- |
| 1   |     | Mercedes             | 636   |
| 2   |     | Red Bull-TAG Heuer   | 400   |
| 3   |     | Ferrari              | 347   |
| 4   |     | Force India-Mercedes | 138   |
| 5   |     | Williams-Mercedes    | 130   |
| 6   |     | McLaren-Honda        | 74    |
| 7   |     | Toro Rosso-Ferrari   | 55    |
| 8   |     | Haas-Ferrari         | 29    |
| 9   |     | Renault              | 8     |
| 10  |     | Manor-Mercedes       | 1     |
| 11  |     | Sauber-Ferrari       | 0     |